# Albert Brodersen

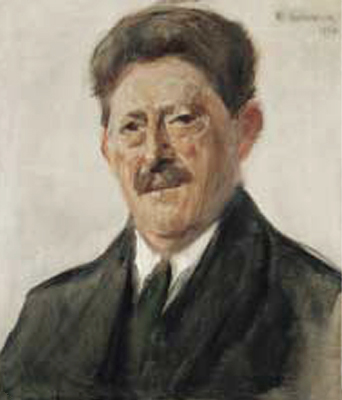
Albert Brodersen; Porträt von Max Liebermann, 1920

Albert Bernhard Andreas Brodersen (* 16. November 1857 auf Gut Ascheberg; † 4. Januar 1930 in Berlin) war ein deutscher Landschaftsarchitekt, der von 1910 bis 1924 als städtischer Gartendirektor in Berlin wirkte.

## Ausbildung
Albert Brodersen verbrachte seine Jugend in Hohenwestedt, wo sein Vater Andreas Brodersen ab 1869 als königlich dänischer Rentmeister arbeitete. Auf den Schulbesuch folgte eine rund zehn Jahre währende praktische Ausbildung im Rahmen von Tätigkeiten in verschiedenen renommierten Gärtnereien. Außerdem unternahm er zahlreiche Studienreisen nach Großbritannien, Italien, Frankreich, nach Wien, Paris, Moskau und Budapest. 1884 legte er an der königlich preußischen Gärtnerlehranstalt am Wildpark bei Potsdam das Staatsexamen zum Königlichen Obergärtner ab.

## Heirat und selbstständige Tätigkeit

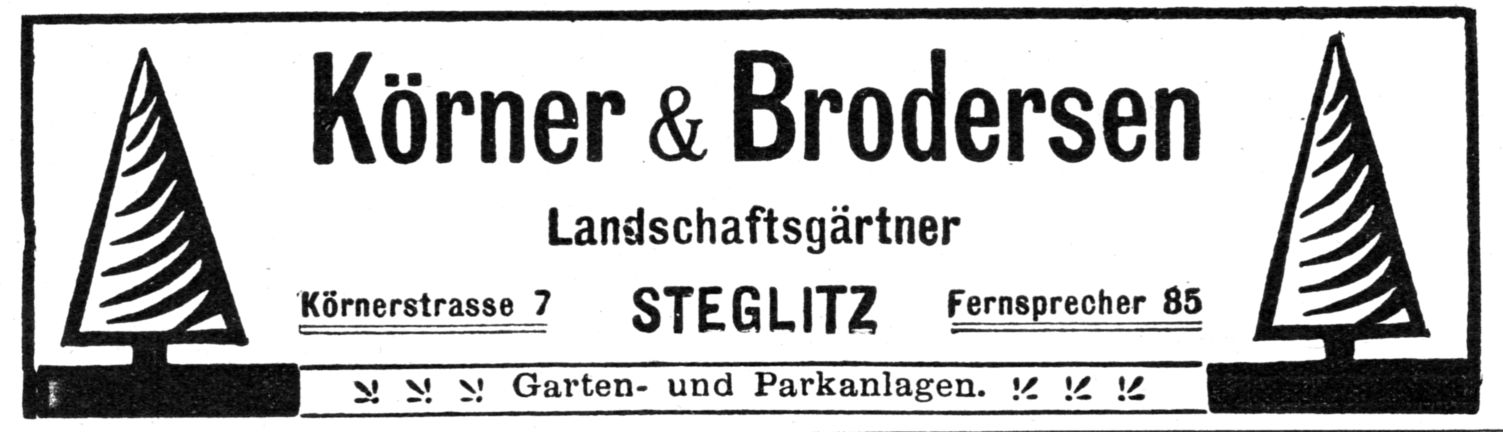
Anzeige der Landschaftsgärtnerei Körner & Brodersen (1904)

1887 heirateten Brodersen und (Lina Louise) Dorothea Körner, deren Vater Inhaber einer bekannten Landschaftsgärtnerei in Steglitz war, in die Brodersen 1888 eintrat. Nach dem Tod seines Schwiegervaters am 17. März 1894 leitete er zusammen mit seinem Schwager Gustav Körner die Landschaftsgärtnerei Körner & Brodersen. In diesen Jahren entstanden rund 20 größere landschaftliche Anlagen überwiegend für wohlhabende Unternehmer im Rheinland, aber auch in Berlin und im heutigen Polen. Bekannt sind das Schloss Lerbach in Bergisch Gladbach, der Koenig-Park in Guben und zahlreiche Villengärten in Potsdam, Berlin-Grunewald, am Großen Wannsee (Liebermann-Villa), ferner der Villengarten des Landhauses Borsig auf der Halbinsel Reiherwerder am Tegeler See, der heute als Gartendenkmal unter Denkmalschutz steht. Auch städtebauliche Projekte, die Anlage von Galopprennbahnen in Köln sowie anderer Sporteinrichtungen gehörten dazu.

## Amtszeit in Berlin
Sein Renommee als Landschaftsgärtner führte wohl dazu, dass er 1910 zum Nachfolger von Hermann Mächtig als Berliner Gartendirektor berufen wurde. Im Rahmen der planmäßigen Stadtbebauung war er vornehmlich am Ausbau und an der Umgestaltung der ursprünglichen Berliner Schmuckplätze zu Gartenplätzen und an der Gestaltung von Parkanlagen beteiligt. So wurde zum Beispiel von 1913 bis 1916 der Teil des Viktoriaparks westlich der Möckernstraße von ihm angelegt. Weitere Tätigkeitsfelder waren die Bepflanzung der Straßen mit Alleebäumen, die Einrichtung von Spielplätzen sowie Schulgärten zur Bildung der Bevölkerung.
Wegen der ökonomischen und politischen Verhältnisse während des und nach dem Ersten Weltkrieg war es Broderson nicht möglich, neue Vorstellungen zu verwirklichen. So blieb es seinem Nachfolger Erwin Barth überlassen, in der kurzen Blütezeit der Weimarer Republik für Berlin die bis heute gültigen sozialen Grünräume zu erstreiten. In dessen Amtszeit fällt die Entstehung des noch von Albert Brodersen entworfenen Volksparks Rehberge, der ab 1926 auf dem 120 Hektar großen Sand-, Sumpf- und Waldgelände der Rehberge angelegt wurde. Diese Parkanlage markierte einen Höhepunkt in der Gestaltung von Volksparks in Berlin.
Ab 1920 erlebte Brodersen die Diskussion, wer Gartendirektor von Groß-Berlin werden sollte. Die Frage wurde während seiner Amtszeit nicht mehr entschieden. Er trat 1924 in den Ruhestand, amtierte aber offenbar noch bis zum Amtsantritt seines Nachfolgers 1926 weiter.
Aus Brodersens Ehe gingen vier Töchter und einen Sohn hervor, der als Soldat im Ersten Weltkrieg fiel. An ihn und andere Gefallenen des Ersten Weltkriegs im Kirchspiel Hohenwestedt erinnert ein unter Brodersens Leitung  1920–1921 in Hohenwestedt errichtetes Ehrenmal.

## Mitgliedschaften
Brodersen war Mitglied im Verein deutscher Gartenkünstler, in der Deutschen Gartenbau-Gesellschaft (zeitweise als stellvertretender Präsident) und im Reichsverband der deutschen Gartenbaubeamten.

## Ehrungen
Um 1921 wurde in Berlin-Wittenau eine Straße nach ihm benannt. Aus Anlass seines 150. Geburtstags wurde die Lindenallee im Park von Schloss Biesdorf in Albert-Brodersen-Allee umbenannt. Den Park hatte Brodersen für die Familie Siemens gestaltet.